# Chute de la république de Venise
La chute de la république de Venise est une suite d'événements survenus durant l'année 1797, qui aboutissent à la fin de 1 100 ans d'indépendance pour la république de Venise, dont les territoires sont partagés au traité de Campo-Formio entre la République cisalpine sous l'égide de la République française à l'ouest de l'Adige, et la monarchie des Habsbourg sous l'égide du Saint-Empire romain germanique à l'est.

## Contexte

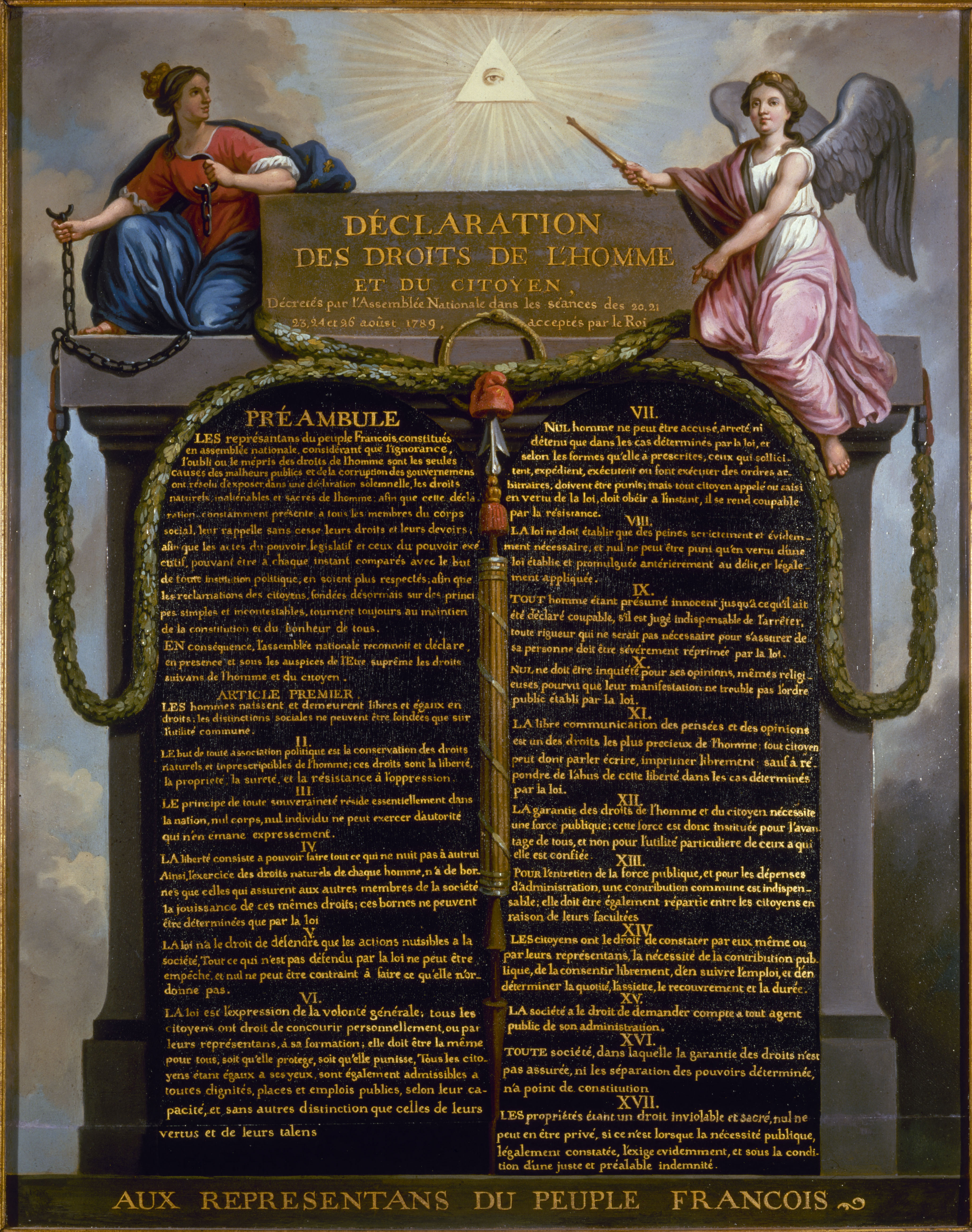
La Déclaration des droits de l'homme et du citoyen de 1789, fondement de la Révolution française.

L'épisode fait partie des bouleversements politiques liés à la Révolution française et aux guerres révolutionnaires déclenchées par l'entrée en guerre de l'Autriche le 20 avril 1792. Après l'exécution de Louis XVI (21 janvier 1793), de nombreux états européens, réunis au sein de la Première coalition, s'engagent pour combattre le phénomène révolutionnaire.
Dans ce contexte, la république de Venise choisit d'adopter une stricte neutralité (proclamation du 23 février 1793). Observant avec attention et prudence les péripéties politiques et militaires de la jeune République, les autorités vénitiennes maintiennent le statu quo diplomatique, tout en passant progressivement à une neutralité armée.
En 1794, le comte de Provence (futur Louis XVIII), alors prétendant au trône de France, se réfugie un moment à Vérone, où il est accueilli, sous le nom de « comte de Lille », par la république de Venise. Cette hospitalité provoque les protestations des représentants de la France, à tel point que le droit d'asile dont il bénéficiait ayant été révoqué, il doit quitter Vérone le 21 avril 1796. En signe de protestation, il exige que son nom soit retiré du livre d'or de la noblesse italienne et demande qu'on lui restitue l'armure d'Henri IV, alors conservée à Vérone. De nombreuses cours européennes manifestent alors leur désapprobation au gouvernement de Venise.
En 1795, les armées de la France révolutionnaire entament une vaste opération en tenailles contre les forces de la coalition ennemie : une attaque principale sur le Rhin visant les forces du Saint-Empire romain germanique, doublée d'une expédition destinée à frapper les Autrichiens et leurs alliés depuis l'Italie du Nord. La campagne d'Italie, confiée au jeune général Bonaparte, débute avec le passage des Alpes (avril 1796) et l'arrivée dans le Piémont italien, d'une armée de 45000 hommes prête à affronter les forces piémontaises et autrichiennes alliées. 
La campagne victorieuse des armées révolutionnaires françaises met rapidement à bas le royaume de Sardaigne-Piémont et le duché de Milan, précédemment contrôlés par les Impériaux. Le 9 mai, l'archiduc Ferdinand d'Autriche, gouverneur de Milan, se retranche avec sa famille à Bergame, alors terre vénitienne. Six jours plus tard, le 15 mai, Bonaparte entre à Milan, contraignant Victor Amédée de Savoie, souverain piémontais, à signer l'humiliant traité de Paris (mai 1796), tandis que les Autrichiens reculent pour se réorganiser en défense de la principauté archiépiscopale de Trente. Le 17 mai, le duché de Modène doit, lui aussi, accepter de signer un armistice avec les Français.

Le jeune général français Napoléon Bonaparte.

Pendant les hostilités, la république de Venise avait maintenu sa neutralité. Les Français dénoncent l'armistice le 20 mai et reprennent leur marche vers Vienne à travers le territoire vénitien.

## Un régime affaibli
À ce moment, le gouvernement aristocratique mais républicain de Venise est affaibli, entre autres par des dissensions politiques entre les familles patriciennes dirigeantes, certaines plus conservatrices et solidaires des monarchies absolues, d'autres plus réformatrices et prêtes à composer avec la République française qui fait moins peur depuis la fin de la Terreur, la Constitution de l'an III et les débuts du Directoire. Venise est alors à la fois une cité-État régnant sur ses domaines maritimes (l'outre-mer vénitien incluant l'Istrie, la Dalmatie, l'Albanie, les îles Ioniennes et ce qui reste des possessions de la Sérénissime au Levant) et sur ses territoires continentaux (principalement la Vénétie et la Lombardie vénitienne, d'où proviennent une grande part des revenus de Venise, ce qui en fait une puissance régionale.
L'aristocratie vénitienne est alors scindée en deux classes : d'une part les patriciens aisés ou modestes, sacrifiant leurs fortunes au service de l'État et obsédés par leur généalogie et le maintien de la cohésion familiale et patrimoniale et, d'autre part les patriciens pauvres, attendant de l'État emplois et subsistance. La fraction aisée est parvenue à conserver les rênes du gouvernement (le « conseil des Sages ») tandis que les patriciens pauvres, qui occupent alors la moitié (peut-être les deux tiers) des sièges du Grand conseil, noyautent le conseil des Dix et l'Inquisition d'État. Cette situation produit un immobilisme qui, combiné au paternalisme de la République envers ses sujets, permet de maintenir une apparence de stabilité en temps de paix, mais s'avérera friable dès les premiers bouleversements. À ces lézardes viennent s'ajouter celles qui séparent la noblesse de Venise de celle de la Terre ferme. Cette dernière, reléguée au second plan géographique, social et politique, sans aucune perspective d'avancement civil ou militaire, souffre en effet de la situation de sujétion que lui impose le despotisme de la cité-mère.

## Occupation desterritoires continentaux
À l'approche des troupes françaises, le Sénat de la Sérénissime avait déjà nommé, le 12 mai 1796, un intendant général pour la terraferma, chargé de coordonner les magistrats de toutes les provinces. Mais l'état de préparation de ces dernières était désastreux : armement insuffisant, fortifications dégradées, faibles garnisons dispersées dans les forteresses de la vallée du Pô et quelques troupes mercenaires. La Lombardie se trouva rapidement envahie par les réfugiés fuyant la guerre et par les troupes autrichiennes en déroute, suivies de près par les avant-gardes françaises. Les autorités de Venise parvinrent à grand mal à éviter que les troupes autrichiennes du général Kerpen, puis les français de Berthier, ne traversent Crema. À leur arrivée sur place, Bonaparte et son commissaire à la Guerre, Salicetti, proposent aux Vénitiens une alliance, à laquelle ces derniers ne donnent pas suite.
Du fait de leur impréparation, les Vénitiens n'opposent pas de résistance armée aux troupes autrichiennes en déroute qui traversent leurs territoires, mais refusent fermement de leur fournir vivres, munitions et assistance. Rapidement, la situation devient critique pour les Vénitiens, que les deux belligérants accusent de duplicité. Le général Beaulieu, commandant en chef des Autrichiens, s'empare de Peschiera par ruse. Le 29 mai, Augereau fait son entrée à Desenzano. Dans la nuit du 29 au 30 mai, Bonaparte force le passage du Mincio, repoussant ses ennemis vers le Tyrol. L'intendant général vénitien Foscarini s'étant plaint à Bonaparte des dégâts causés par ces opérations militaires, celui-ci, se souvenant que les Vénitiens ont donné asile au prétendant au trône de France et favorisé l'Autriche en restant neutres après la prise de Peschiera, menace de mettre Vérone à feu et à sang et de marcher sur Venise.

## Ouverture des territoires de Venise aux troupes françaises

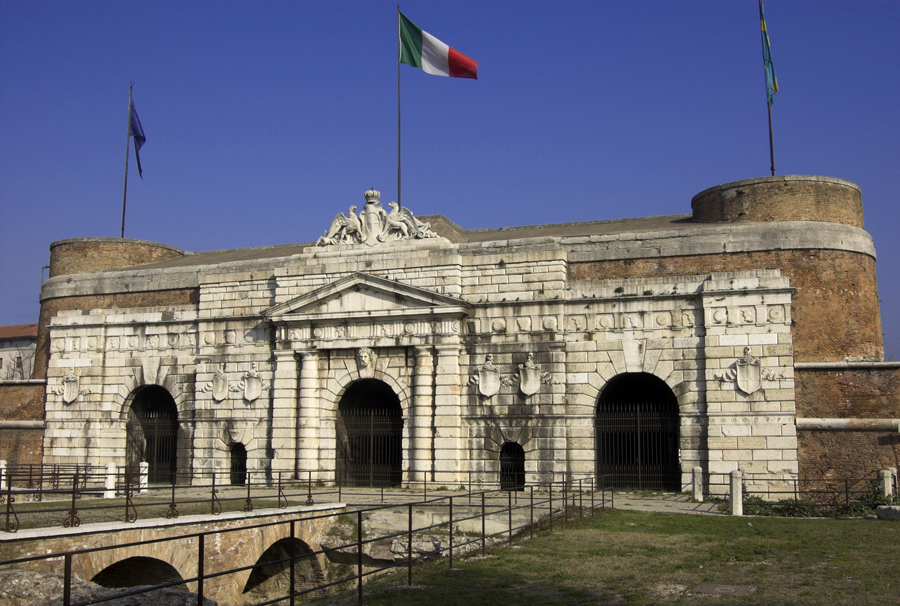
La Porta Nuova de Vérone, ville où les troupes de Bonaparte sont entrées le 1er juin 1796.

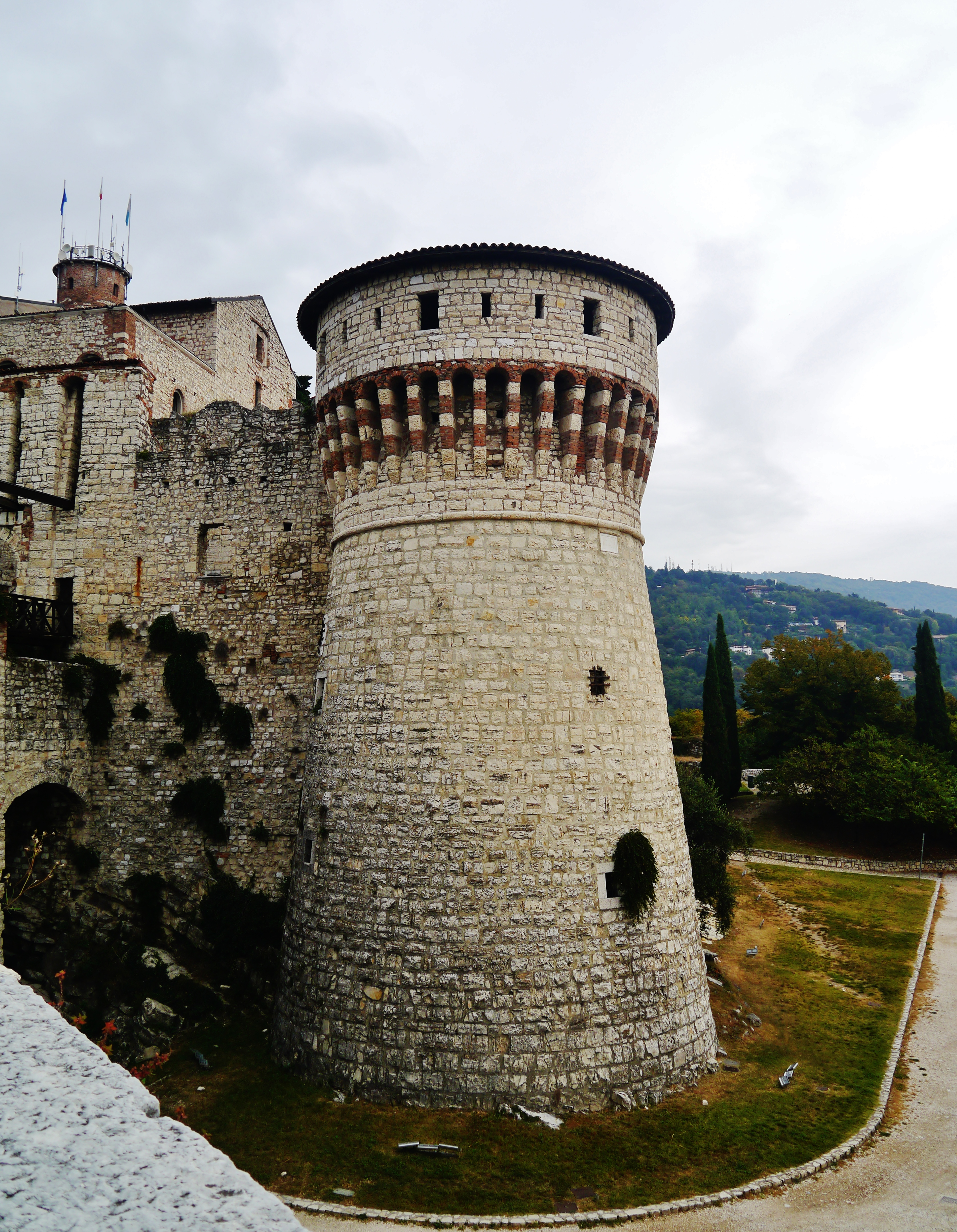
Le château de Brescia, occupé par les troupes françaises le 31 juillet 1796.

Le 1er juin, l'intendant Foscarini, soucieux de ne pas provoquer davantage Bonaparte, accepte l'entrée des troupes françaises à Vérone. Dès lors, une cohabitation tendue se met en place, dans de nombreuses localités, entre les populations, les troupes vénitiennes et les soldats français. Sentant la menace se préciser, le Sénat de Venise rappelle sa flotte et ordonne, pour organiser sa défense, la mobilisation de la milice, la nomination d'un intendant général à la lagune et au littoral. De nouvelles taxes sont levées pour financer le réarmement de l'état. L'ambassadeur de Venise à Paris est invité à protester, auprès du Directoire, contre la violation de la neutralité. À Vienne, les diplomates de la « Sérénissime » protestent aussi auprès des Habsbourg qui ont porté la guerre en terre vénitienne.
Le 5 juin, à Brescia, les représentants du roi de Naples, Ferdinand I des Deux Siciles, signent l'armistice avec Bonaparte. Le 10, le duc de Parme, Louis I de Bourbon, se réfugie à Venise. Le 12, les armées françaises envahissent la Romagne, alors terre pontificale. Le 23 juin, la Papauté accepte l'occupation de ses légations septentrionales, laissant ainsi aux Français la jouissance du port d'Ancône. L'apparition de navires de guerre français dans l'Adriatique conduit alors les Vénitiens à remettre en vigueur, après en avoir informé expressément Paris, un ancien décret interdisant l'accès des lagunes à tout armement étranger. Des fortifications sont édifiées et des flottilles déployées tout autour de la lagune et le long des canaux, pour faire face à toute tentative ultérieure d'invasion, sachant que les possessions de terre ferme étaient données pour perdues, sans toutefois que Venise ne se résigne à les abandonner totalement pour rapatrier des forces.
Vers la mi-juillet, une trêve ayant été négociée, les troupes françaises prennent leurs quartiers dans les villes de Crema, Brescia et Bergame, afin qu'elles puissent être séparées des troupes impériales. Dans le même temps, des manœuvres diplomatiques tendent à convaincre Venise d'abandonner sa neutralité pour forger une alliance avec la France et l'Empire ottoman contre la Russie. Le 22 juillet, ayant eu vent des préparatifs du général autrichien von Wurmser, qui rallie alors ses troupes pour organiser une contre-offensive à partir du Tyrol, Venise réaffirme sa neutralité et rejette officiellement toute alliance.
En ville, l'intendant général Foscarini est officiellement appuyé, mais en réalité évincé, par la nomination d'un intendant extraordinaire, Francesco Battagia. Pour assurer l'ordre et la sécurité publique, le gouvernement ordonne la mise sur pied de patrouilles nocturnes composées de commerçants et de leurs commis, et commandées par deux citoyens et deux patriciens. Pour canaliser l'ardeur des patriotes italiens favorables à Napoléon, des milices sont discrètement assemblées dans d'autres villes comme Bergame, en prenant soin qu'elles n'entrent pas en conflit avec les troupes françaises.
Le 31 juillet, Bonaparte occupe la forteresse de Brescia.

## L'échec de la contre-offensive autrichienne
Le 29 juillet, von Wurmser lance la contre-offensive autrichienne, descendant du Trentin dans une manœuvre en tenailles le long des rives du lac de Garde et de celles de la Brenta, entre le territoire de Venise et celui de Mantoue. Les deux colonnes autrichiennes sont arrêtées respectivement à Lonato del Garda (3 août) et à Castiglione delle Stiviere, où, le 5 août, Würmser, battu par les Français, est contraint de se replier sur Trente. Après s'être réorganisé, il tente une nouvelle contre-attaque en suivant cette fois le cours de l'Adige, mais le 8 septembre les autrichiens sont à nouveau vaincus lors de la dure bataille de Bassano et contraints à une retraite précipitée sur Mantoue, au cours de laquelle ils abandonnent artillerie, armes et bagages. 
Pendant l'automne et l'hiver, les Français renforcent leur présence dans la péninsule italienne avec la création des Républiques cispadane et transpadane (15 et 16 octobre). Dans le même temps, sur la terraferma vénitienne, les troupes françaises s'emparent du système défensif, des villes et de leurs forteresses, sans batailles car les directives gouvernement vénitien enjoignent aux responsables locaux d'éviter tout motif d'affrontement. Par ailleurs, les Français encouragent les Jacobins pro-français du cru au soulèvement.
Le 29 octobre, les Autrichiens, regroupés en Frioul, lancent une nouvelle offensive. Sous les ordres du général Alvinzi von Berberek, ils franchissent le Tagliamento, passent le Piave le 2 novembre et parviennent, le 4, les rives de la Brenta. Après avoir battu les français le 6 novembre à Bassano, l'armée autrichienne entre à Vicence deux jours plus tard. Les batailles de Caldiero (12 novembre) et d'Arcole (17 novembre) bloquent l'avancée autrichienne. Enfin, la bataille de Rivoli (14 janvier 1797) rétablit la situation en faveur de Bonaparte.

## Les révoltes de Bergame et Brescia
La prise de Mantoue (2 février 1797) débarrasse les Français de la dernière poche de résistance autrichienne. Sûrs de leur force, ils poussent les citoyens de Bergame à la rébellion contre les Vénitiens (13 mars). Trois jours plus tard, l'intendant extraordinaire Battagia tente de ramener l'ordre à Bergame en décrétant une amnistie générale pour ceux qui auraient participé au soulèvement. Mais il est déjà conscient des risques de révolte à Brescia, ville dans laquelle il réside et vers laquelle se dirigent les insurgés bergamasques.
Le 16 mars, Bonaparte, ayant battu l'archiduc Charles sur le Tagliamento, voit s'ouvrir devant lui la route de l'Autriche. Le jour suivant, le Sénat de Venise fait parvenir des gages de reconnaissance aux villes et forteresses restées loyales, leur donnant enfin des ordres pour la défense de leurs positions. L'accès à la lagune est barré, des rondes armées sont instituées, les navires stationnés en Istrie et Dalmatie sont rappelés. L'activité de l'arsenal redouble et des troupes de marine sont déployées en terraferma. Le 19 mars, les trois inquisiteurs de l'État rendent compte de l'état général de la situation. Les communications avec Bergame révoltée et avec les vallées attenantes ont été coupées. Brescia, sous le contrôle de l'intendant général Battagia, semble alors épargnée par la révolte, tout comme Crema, qui demande cependant un renfort pour sa garnison. Vérone est en proie à une forte agitation anti-française, tandis que Padoue et Trévise apparaissent calmes, la première restant sous observation constante en raison des risques de sédition liés à la présence de l'université.
Les inquisiteurs ignorent cependant que le jour précédent (18 mars), à Brescia, un groupe de notables, arguant d'anciennes querelles avec Venise, a tenté de soulever le peuple, dans l'indifférence générale mais avec le soutien des Bergamasques et des Français qui menacent la ville depuis la forteresse qu'ils occupent, au motif de réprimer un brigandage imaginaire. L'intendant général Battagia, afin de ne pas nuire à la population encore favorable à Venise, décide alors de quitter la ville avec les troupes de marine dalmates (les schiavoni d'origine croate).
La nouvelle de ces événements ne parvient au Sénat que le 20 mars, quand Battagia arrive lui-même à Vérone. Le gouvernement tente de galvaniser ses forces en envoyant un ordre de mobilisation générale et en demandant à chaque cité et place forte de renouveler son serment de fidélité à Venise. Le 21 mars, alors que Bonaparte entre à Gradisca et prend le contrôle de Tarvisio et de l'accès aux vallées autrichiennes, les premières réactions parviennent à Venise. Trente se déclare entièrement fidèle. Le lendemain, arrive un courrier des ambassadeurs vénitiens envoyés à Udine pour parlementer avec Bonaparte. Ils décrivent l'attitude de plus en plus équivoque et suspecte du général français à leur égard. Des instructions sont immédiatement données aux responsables de la défense pour leur recommander la plus grande vigilance et d'éviter le moindre incident qui puisse donner prétexte aux Français d'entrer en conflit ouvert. Le 24, les villes de Vicence et de Padoue renouvellent leur allégeance à Venise, suivie par Vérone, Bassano, Rovigo, et par toutes les autres possessions vénitiennes. Des députations venues des vallées bergamasques arrivent pour témoigner de leurs sentiments anti-français.
Le 25 mars, les révolutionnaires lombards occupent Salò, puis, le 27 mars, Crema, où est proclamée, le jour suivant la Repubblica Cremasca. Les Français s'impliquent alors directement en faisant intervenir un de leurs corps de cavalerie contre la résistance de Crema. Le 31 mars, ils bombardent Salò, qui s'est soulevée contre les Jacobins, sans parvenir à mater la ville, qui se redonne à Venise.

## La contre-offensive anti-jacobine de Venise
Ces événements conduisent les magistrats vénitiens de terraferma à autoriser la mobilisation partielle des milices territoriales et la préparation défensive de Vérone, principale place forte militaire. Les occupants français sont d'abord contraints de sauver les apparences en acceptant de ne pas interférer avec les forces vénitiennes déterminées à reprendre le contrôle de leurs possessions lombardes. Par un accord signé le 1er avril, Venise s'engage par ailleurs à verser un million de lires par mois à Napoléon pour le financement de sa campagne contre l'Autriche. De cette façon, la République espère favoriser à la fois une conclusion rapide du conflit, avec pour conséquence le départ des occupants, et l'achat d'une certaine liberté d'action contre les révolutionnaires lombards.
Cependant, face à la propagation des soulèvements populaires en faveur de Venise et à l'avance rapide des troupes vénitiennes, les Français sont contraints d'aider les Jacobins lombards, révélant ainsi leurs véritables intentions. Le 6 avril, une escouade de cavalerie vénitienne est capturée par les Français et emmenée à Brescia. Le 8 avril, le Sénat est informé des raids effectués, jusqu'aux portes de Legnago, par les révolutionnaires de Brescia portant des uniformes français. Le 9 avril, une proclamation de Bonaparte invite les populations de la terraferma à « secouer le joug de Venise ». Au même moment, le général Jean-Andoche Junot reçoit une lettre de Bonaparte dans laquelle celui-ci se plaint des mouvements anti-français qui se développent en terraferma. Le 10 avril, les Français, après avoir capturé un navire vénitien chargé d'armes sur le lac de Garde, accusent Venise d'avoir rompu sa neutralité en incitant les habitants des vallées de Brescia et de Bergame à la révolte anti-jacobine. Le général Miollis dénonce l'attaque vénitienne contre un bataillon de volontaires polonais intervenu dans l'un des affrontements. Le 12 avril, les ports vénitiens sont placés en alerte maximale en raison de la présence toujours plus fréquente de navires de guerre français. Enfin, le 15 avril, l'ambassadeur français à Venise informe la Signoria de l'intention française de soutenir les révoltes contre le gouvernement vénitien accusé de « tyrannie ». De son côté, le gouvernement de Venise lance à tous ses sujets un appel au calme et au respect de la neutralité.

## Les préliminaires de Leoben et les Pâques véronaises

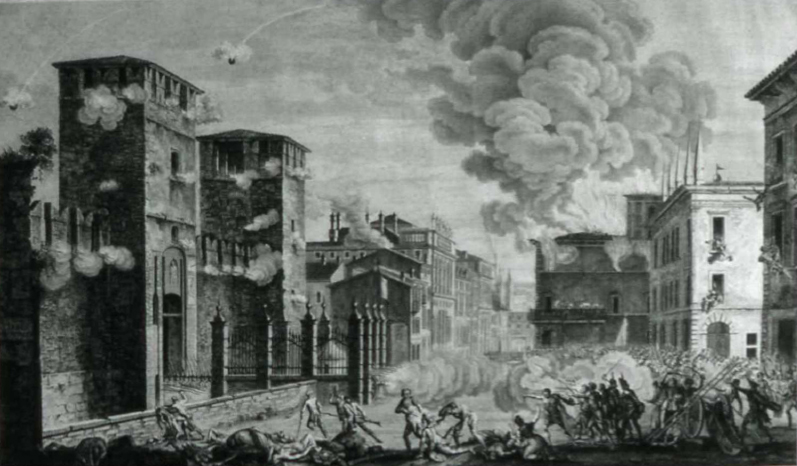
Assaut du Castel Vecchio de Vérone pendant les Pâques véronaises.

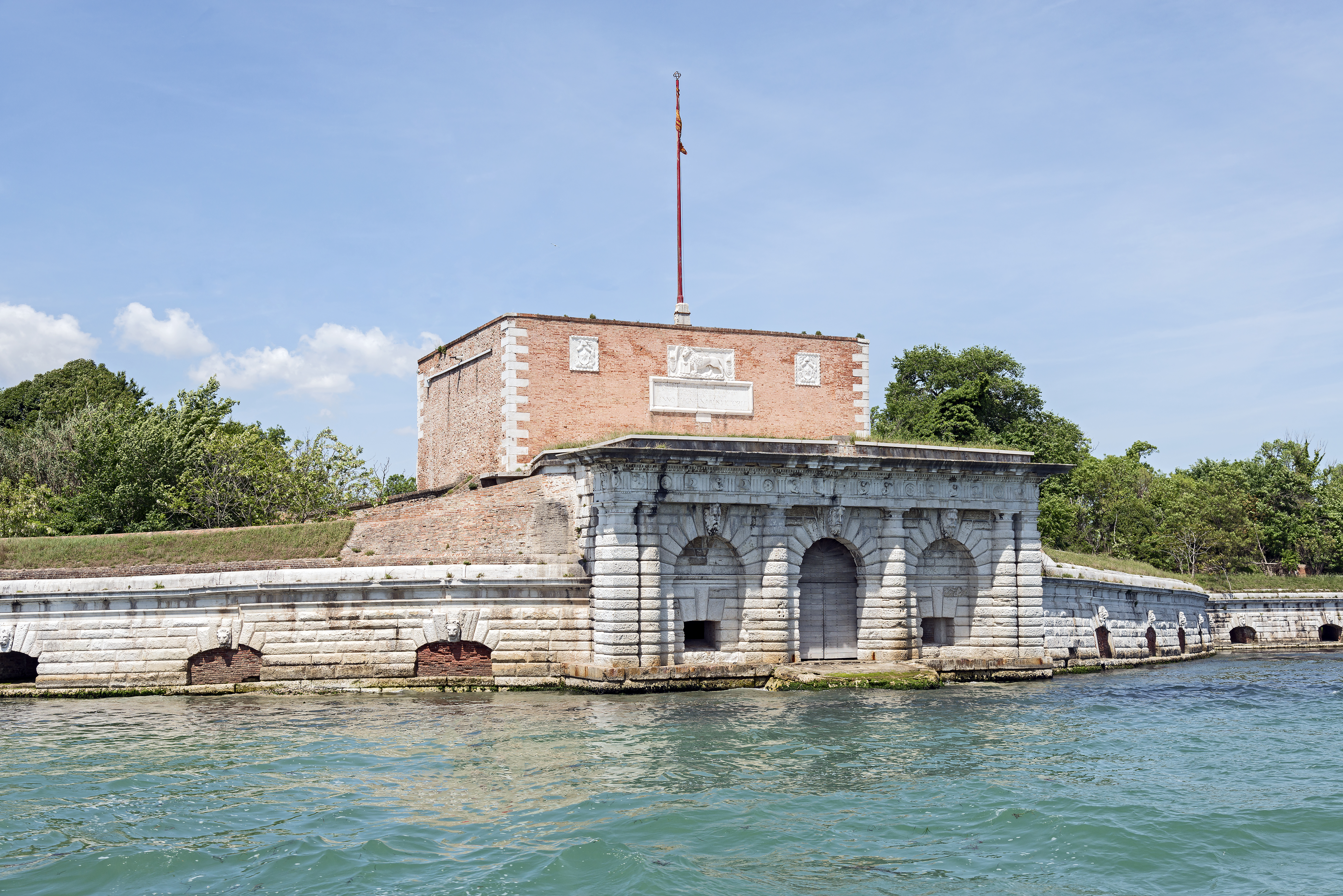
Le fort Saint-André, à Venise, d'où furent tirées les salves d'artillerie qui coulèrent Le Libérateur d'Italie.

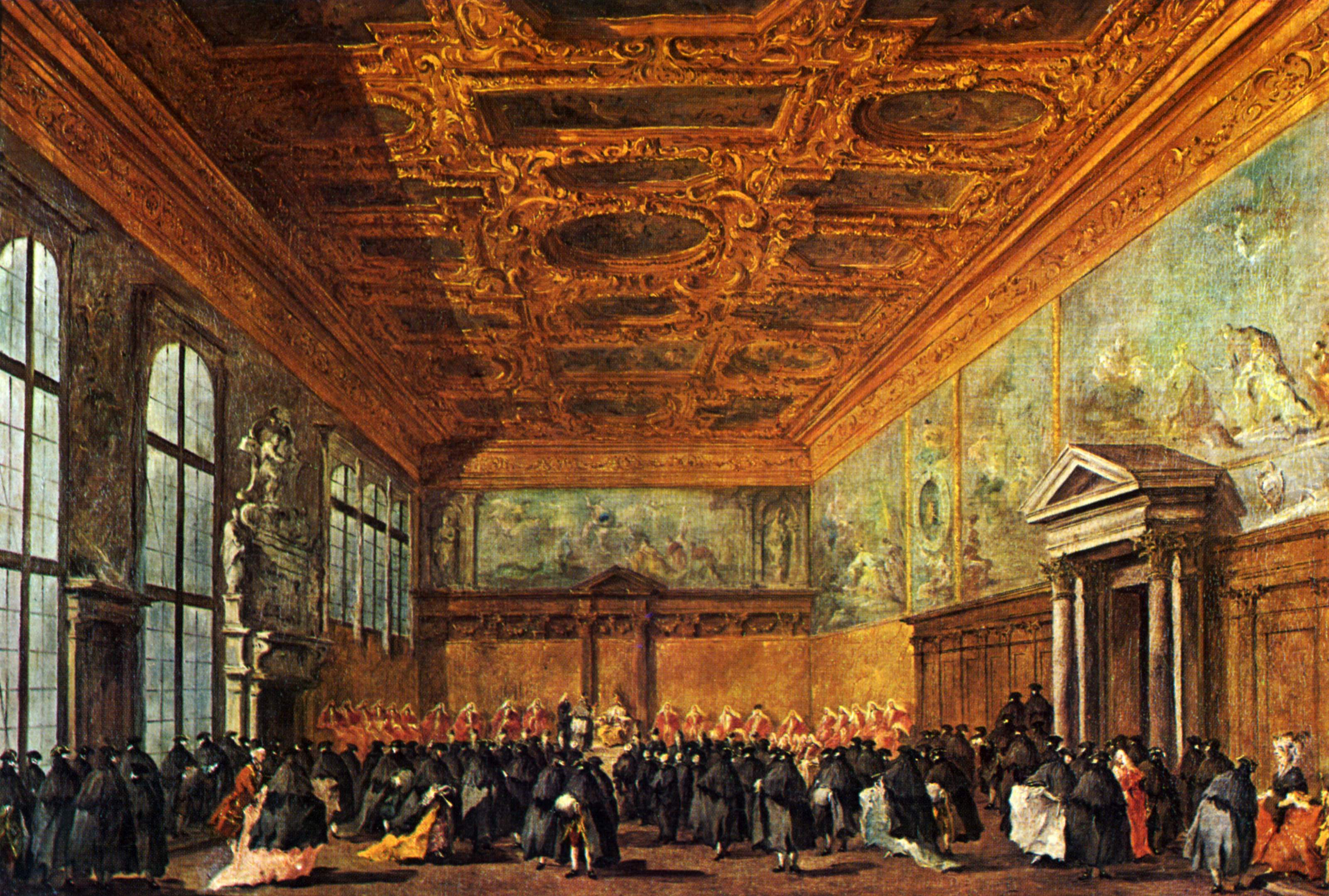
Une audience dogale à Venise (tableau de Francesco Guardi, entre 1770 et 1775).

Le 17 avril 1797, Napoléon signe un accord de paix préliminaire avec les représentants de l'empereur autrichien François II à Leoben, en Styrie. Dans les clauses secrètes annexées au traité, il a déjà décidé d'offrir les domaines vénitiens de la terraferma à la monarchie des Habsbourg, en échange de la cession par ces derniers à la France des Pays-Bas autrichiens (actuelle Belgique).
Le même jour, à Vérone, les événements se précipitent. La population et une partie des troupes vénitiennes cantonnées en ville, lasses des réquisitions et de l'arrogance des Français, s'insurgent. L'épisode, connu sous le nom de « Pâques véronaises », met les troupes d'occupation sur la défensive, les contraignant à s'enfermer dans les endroits fortifiés de la ville.
Alors que l'interdiction d'entrée des navires de guerre étrangers dans les eaux vénitiennes a été renouvelée, le 20 avril, la frégate française Le Libérateur d'Italie tente de forcer l'entrée du port du Lido pour tester ses défenses. En réponse, la puissante artillerie du fort de Sant'Andrea détruit le navire, tuant son commandant. Les Vénitiens  n'exploitent pas l'avantage temporaire que leur donne cette victoire navale (leur dernière) et, toujours dans l'espoir d'éviter un conflit ouvert, refusent de mobiliser l'armée et d'envoyer des renforts à Vérone qui, le 24 avril, est contrainte de se rendre aux Français.
Le 25 avril, jour de la saint Marc, devant les émissaires vénitiens consternés qui sont arrivés à Graz, Bonaparte, affirmant avoir quatre-vingt mille hommes en armes et vingt canonnières prêtes à renverser Venise, menace : « Je ne veux plus d'Inquisition, je ne veux pas de Sénat, je serai l'Attila de l'État vénitien ». Le général en profite pour accuser Venise d'avoir refusé ses propositions d'alliance, afin de reprendre les villes rebelles dans le seul but de pouvoir garder ses hommes en armes et pouvoir ainsi couper la retraite des Français en cas de défaite. Les jours suivants, l'armée française procède à l'occupation définitive des possessions continentales de Venise, arrivant au bord de la lagune. Le 30 avril, une lettre de Bonaparte informe le gouvernement vénitien de son intention de changer la forme de gouvernement de la République, tout en proposant de maintenir sa substance. L'ultimatum accordé est de quatre jours.
Le 1er mai, Bonaparte est informé de l'intention vénitienne de réviser l'ordre constitutionnel dans un sens plus démocratique, conformément à son ultimatum. Néanmoins, le lendemain, sur son ordre, la France déclare la guerre à Venise. Le 3 mai, Venise, pour apaiser Napoléon, révoque l'ordre de mobilisation de ses troupes dalmates. Le 4 mai, le Grand Conseil accepte toutes les demandes françaises par 704 voix pour, 12 contre et 26 abstentions ; en outre il sacrifie ses propres agents, consentant à livrer aux Français le commandant du fort de Sant'Andrea di Lido, responsable d'avoir coulé le Libérateur d'Italie, et les trois Inquisiteurs d'État au pouvoir judiciaire particulièrement visé par les révolutionnaires comme garant suprême du système oligarchique vénitien.
Le 8 mai, malgré l'avis du conseiller ducal Francesco Pesaro qui l'exhorte à fuir vers Zara en Dalmatie, place vénitienne encore sûre, le Doge se déclare prêt à remettre ses insignes entre les mains des chefs jacobins, invitant tous les magistrats à la même démarche. Venise conservait pourtant une flotte puissante et des possessions fidèles dans ses domaines maritimes, ainsi que les défenses intactes de la ville et de la lagune. Mais la noblesse, paralysée par la peur d'un soulèvement populaire, préfère saborder volontairement son indépendance. L'ordre est donné de démobiliser les troupes de marine présentes en ville. Francesco Pesaro fuit Venise, échappant de justesse au sort funeste d'être livré aux Français.

## 12 mai 1797: chute de la République
Au matin du 12 mai, au milieu des rumeurs de complots et d'une attaque française imminente, le Grand Conseil de la République se réunit pour la dernière fois. Sont présents 537 des mille deux cents patriciens ayant droit à y siéger. Malgré l'absence de quorum, le Doge, Ludovico Manin, ouvre la séance et expose la situation. Les demandes françaises, apportées par certains Jacobins vénitiens, sont ensuite présentées. Elles prévoient l'abdication du gouvernement en faveur d'une municipalité provisoire, la plantation d'un arbre de la liberté sur la place Saint-Marc, le débarquement d'un contingent de 4000 soldats français et la remise des magistrats qui ont soutenu l'idée de résister aux occupants. Venant de la place, le fracas des salves de mousqueterie tirées par l'infanterie de marine (les schiavoni, troupes croates de la marine vénitienne) qui quittent la ville, en hommage à saint Marc, font trembler l'assemblée qui imagine qu'une révolte vient d'éclater. On procède donc immédiatement au vote : par 512 voix pour, 5 abstentions et 20 contre, la république de Venise est déclarée caduque. L'administration de l'État est confiée à une municipalité de soixante membres, jacobins et patriciens réformateurs. Pendant que le conseil se disperse en hâte, le Doge et les magistrats déposent leurs enseignes. Puis ils se présentent au balcon du Palais des Doges pour faire l'annonce à la foule rassemblée sur la place en contrebas. 
À la lecture du décret de dissolution, le peuple se soulève. Mais au lieu de célébrer la révolution, les Vénitiens, aux cris de Viva San Marco! et de Viva la Repubblica !, hissent le drapeau de saint Marc en haut des mats de la place, et tentent de restaurer le Doge, attaquant les maisons et les biens des Jacobins vénitiens les plus en vue. Les magistrats tentent de rétablir l'ordre, craignant de devoir répondre de l'émeute aux occupants français. Vers le soir, des patrouilles armées et le positionnement de l'artillerie sur le Rialto ramènent l'ordre dans la ville.
Le vote du Grand Conseil signe la chute du régime aristocratique et met fin à l'intégrité et à l'indépendance de l'État, réduit à une municipalité sans autre soutien que celui des troupes françaises. En outre, cette municipalité provisoire n'est en rien différente de celles qui vont naître en Vénétie dans les mois qui suivent. Héritière de la Sérénissime, elle suscite tout autant l'animosité des villes de la terraferma à son encontre, ce qui achève de défaire l'unité territoriale de la « Sérénissime ». Venise cesse ainsi d'être un État.

## L'occupation française

### Derniers actes du Prince sérénissime

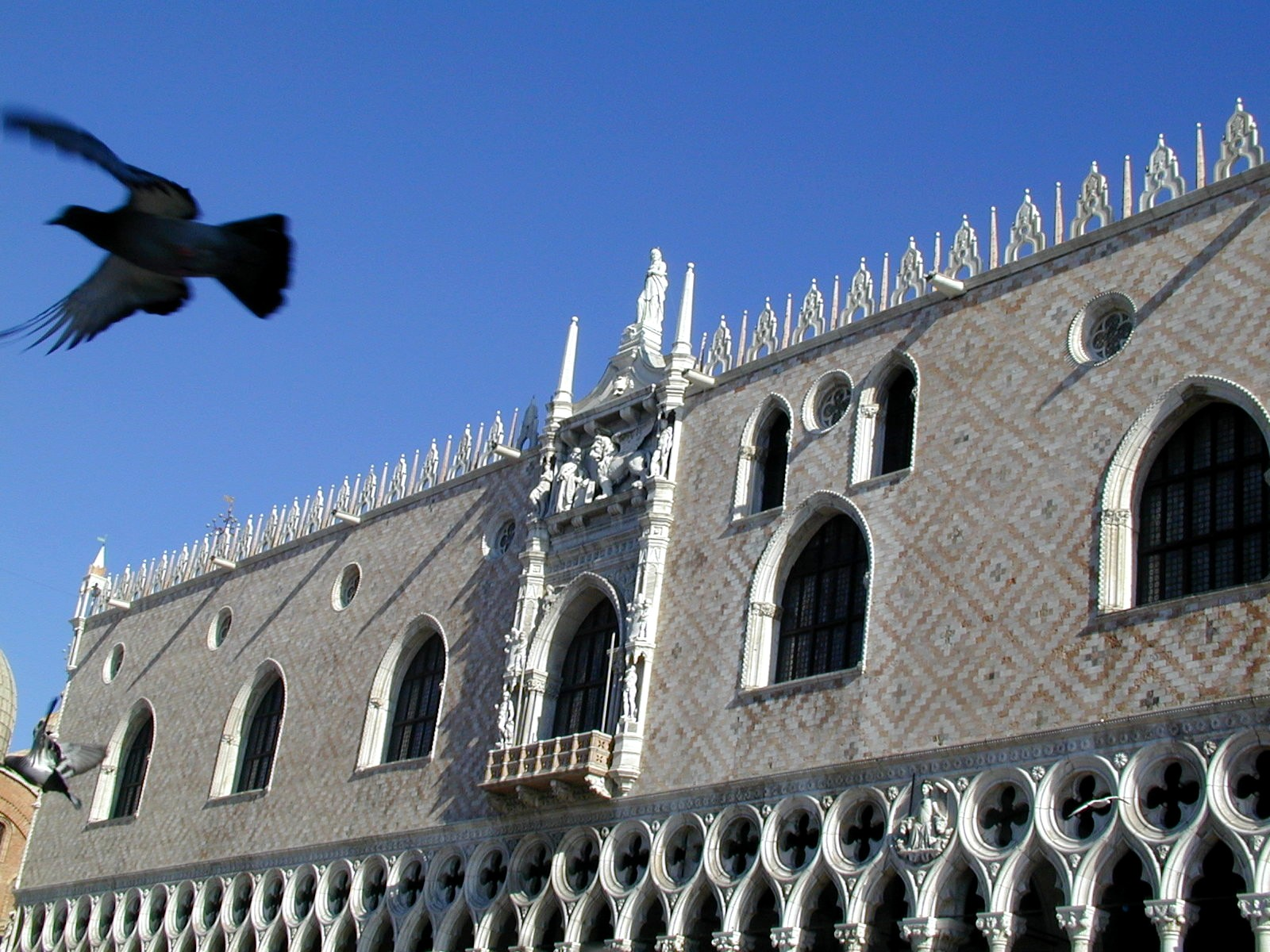
Le balcon du palais ducal de Venise d'où l'abdication du Grand conseil et la fin de la sérénissime République furent annoncées à la population le 12 mai 1797.

Le drapeau, portant le lion de saint Marc, hissé par la population vénitienne brièvement soulevée en défense de la défunte république.

Le matin du 13 mai, toujours au nom du Prince sérénissime et sous les armoiries habituelles de Saint Marc, trois proclamations sont émises, menaçant de mort quiconque oserait se révolter, exigeant le retour des fruits des pillages de la veille aux Procuraties et reconnaissant les chefs jacobins comme ayant bien mérité de la patrie. Le dernier jour de l'armistice accordé par Napoléon expirant le lendemain, et les Français étant prêts à forcer l'entrée dans la ville, on accepte finalement de leur envoyer les bateaux nécessaires au transport de quatre mille hommes, dont mille deux cents à destination de Venise et du reste aux îles et forteresses alentour.
Le 15 mai, le Doge quitte le palais des Doges pour toujours pour se retirer dans la résidence de sa famille, annonçant, dans le dernier décret de l'ancien gouvernement, l’instauration d'une municipalité provisoire qui prend le pouvoir le lendemain, 16 mai 1797.

### L'institution de la municipalité provisoire

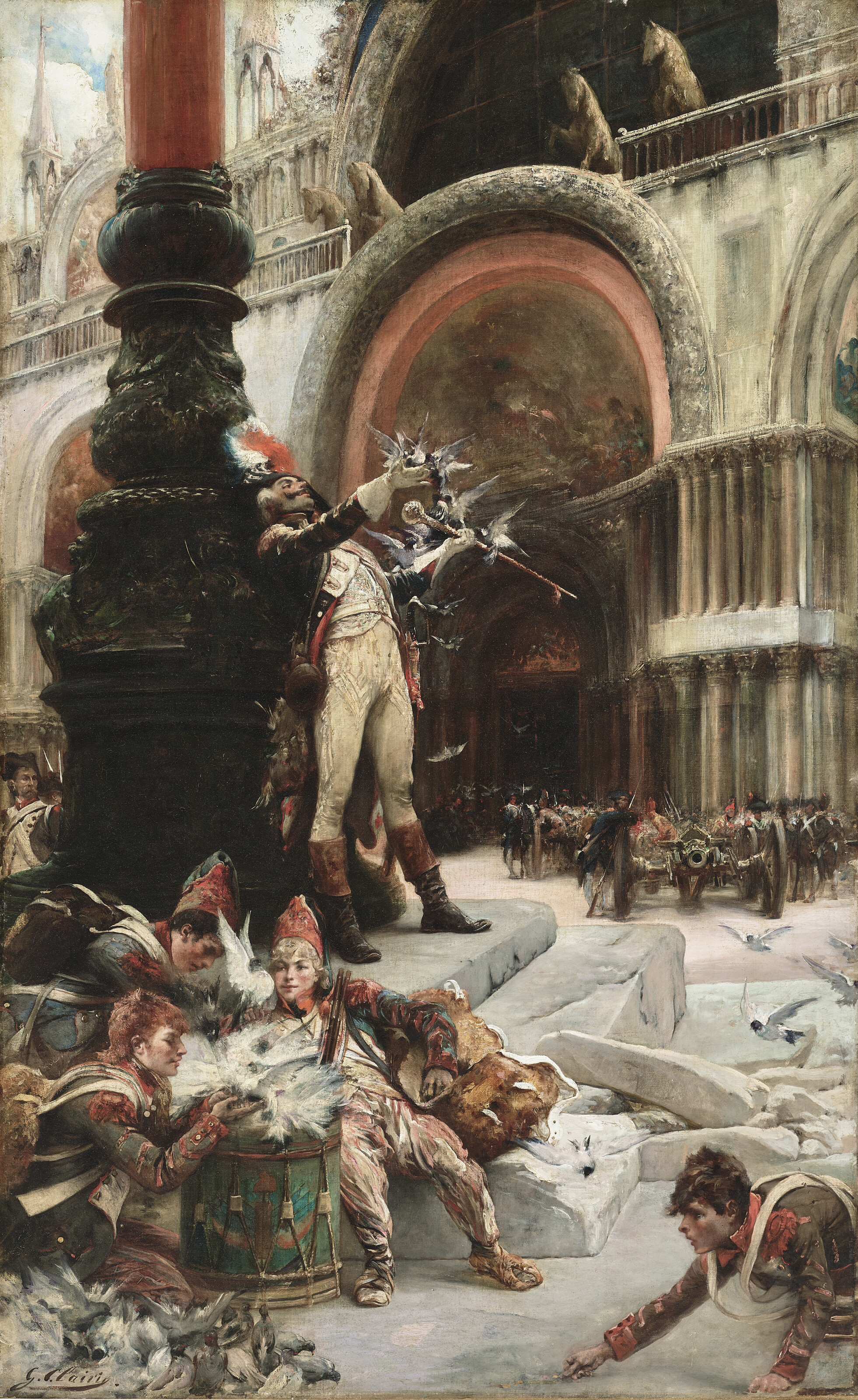
Tambour-major de l'armée française donnant à manger aux pigeons de la place Saint-Marc à Venise, peinture de Georges Clairin (fin du XIXè siècle).

La municipalité provisoire s'installe dans le palais des Doges, dans la salle qui avait été celle du Grand Conseil. Le 16 mai, elle émet une proclamation annonçant l'ordre nouveau : « Le gouvernement vénitien souhaitant donner un dernier degré de perfection au système républicain qui a façonné la gloire de ce pays depuis plusieurs siècles, et faire en sorte que les citoyens de cette capitale jouissent de plus en plus d'une liberté qui assurera subitement la religion, les individus et propriétés, et désireux de rappeler les habitants de la terraferma à leur patrie qui s'en sont détachés, et qui conservent néanmoins leur ancien attachement pour leurs frères de la capitale, persuadé, en outre, que l'intention du gouvernement Français pour accroître la puissance et le bonheur du peuple vénitien, en associant son sort à celui des peuples libres d'Italie, annonce solennellement à toute l'Europe, et en particulier au peuple vénitien, la réforme libre et franche qu'il jugeait nécessaire, la constitution de la république. Les nobles seuls ont été admis à l'administration d'État par le droit d'aînesse, ces nobles eux-mêmes renoncent volontairement à ce droit, de sorte que les plus méritants de toute la nation soient admis à l'emploi public à l'avenir. [...] Le dernier vœu des nobles vénitiens, faisant le glorieux sacrifice de leurs titres, est de voir tous les enfants du pays une fois égaux et libres, jouir, au sein de la fraternité, des bienfaits de la démocratie et d'honorer, par le respect des lois, le titre le plus sacré qu'ils ont acquis de citoyens ».
Le même jour, une paix humiliante est signée à Milan et, à la demande de la municipalité, conformément aux articles du traité, les Français entrent dans la ville : ce sont les premières troupes étrangères à y mettre le pied depuis la naissance de Venise. Dans le même temps, les provinces commencent à se rebeller contre l'autorité de la municipalité de Venise, essayant d'établir leurs propres gouvernements, tandis que la hausse de la dette publique, qui n'est plus soutenue par les revenus des domaines, la suspension des paiements des banques et d'autres mesures fiscales, réduisent la population à la misère.
Le 4 juin, sur la place Saint-Marc, l'arbre de la Liberté est planté : lors de la cérémonie, la bannière de la république de Venise est déchirée et le livre d'or de la noblesse est brûlé, tandis qu'est dévoilé le nouveau symbole du lion ailé portant la devise DROITS DE L'HOMME ET DU CITOYEN. Le 29 juin, Bergame et Crema sont définitivement annexées à la République cisalpine naissante. Un mois plus tard (11 juillet), le ghetto de Venise est supprimé, l'égalité de statut et la liberté de mouvement est accordée aux Juifs.

### La perte duStato da mar
Le 13 juin, les Français, craignant que la municipalité ne soit pas en mesure de garder le contrôle de ses domaines maritimes, notamment Corfou convoitée à la fois par les britanniques, les autrichiens, les russes et les turcs, quittent Venise avec une flotte, dans l'intention de déposer le Provveditore generale da Mar, qui dirige toujours les provinces d'outre-mer, et d'y établir un gouvernement pro-français. Le 27 juin, une municipalité temporaire des îles Ioniennes est créée.
Pendant ce temps, en Istrie et en Dalmatie, les magistrats et les nobles ont refusé de reconnaître le nouveau gouvernement. La flotte qui avait ramené de Venise les troupes de marine croates reste au mouillage sans aucune intention de retourner dans la lagune, ni d'imposer le nouvel ordre municipal. À Trao, les biens des pro-révolutionnaires sont pillés, tandis qu'à Sebenico, le consul de France lui-même est assassiné. La révélation des clauses négociées à Leoben pousse la population à appeler de ses vœux une occupation rapide par les Autrichiens. Le 1er juillet, les troupes des Habsbourg entrent à Zara, accueillies par des cloches et des vivats. Les enseignes de Saint Marc sont portées en procession dans la cathédrale pour recevoir l'hommage de la population. À Perasto, une ville qui s'honorait du titre de « fidèle Gonfalonier », la bannière est enfouie symboliquement sous le maître-autel. La côte istro-dalmate passe rapidement sous le contrôle de l'Autriche, suscitant les vaines protestations de la municipalité provisoire qui, pour sa part, ne contrôle que les îles Ioniennes, où elle bénéficie du soutien de l'élite grecque.

## La Terreur à Venise
Le 22 juillet, un Comité de salut public, organe de la municipalité provisoire de Venise, se plaint de la situation politique difficile de la ville, institue une giunta criminale chargée de réprimer les dissidents et décrète la peine de mort pour quiconque prononce l'ancienne devise Viva san Marco !. Il est interdit de circuler sans laissez-passer. Le 12 octobre, la municipalité annonce la découverte d'un complot contre le gouvernement, incitant le général Balland, commandant militaire français de la ville, à décréter l'état de siège, à procéder à des arrestations et à demander que des otages lui soient livrés.

## Le traité de Campo-Formio et la fin de l'indépendance

### La signature du traité austro-français

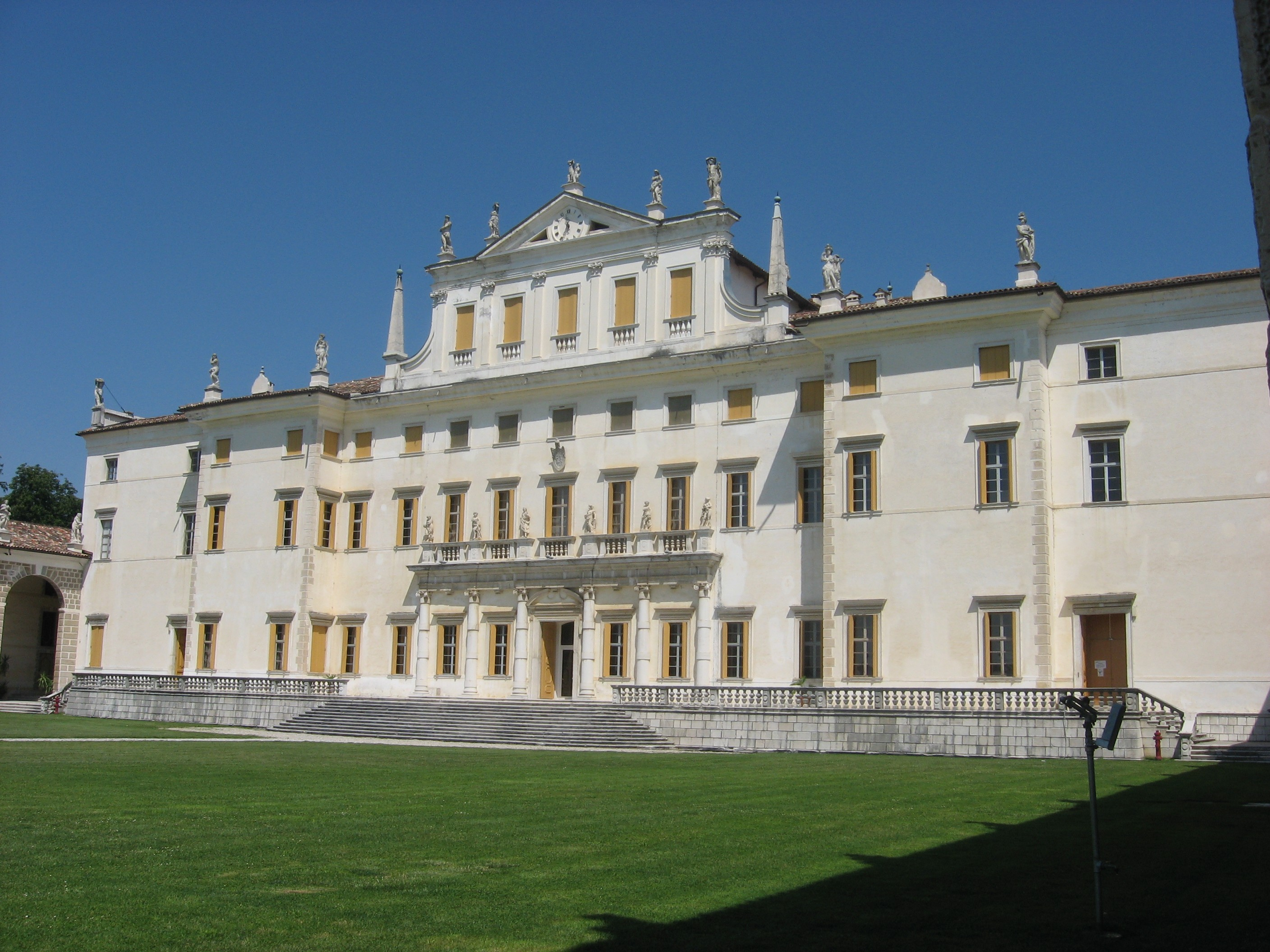
Villa Manin, ou fut signé le traité de Campo-Formio.

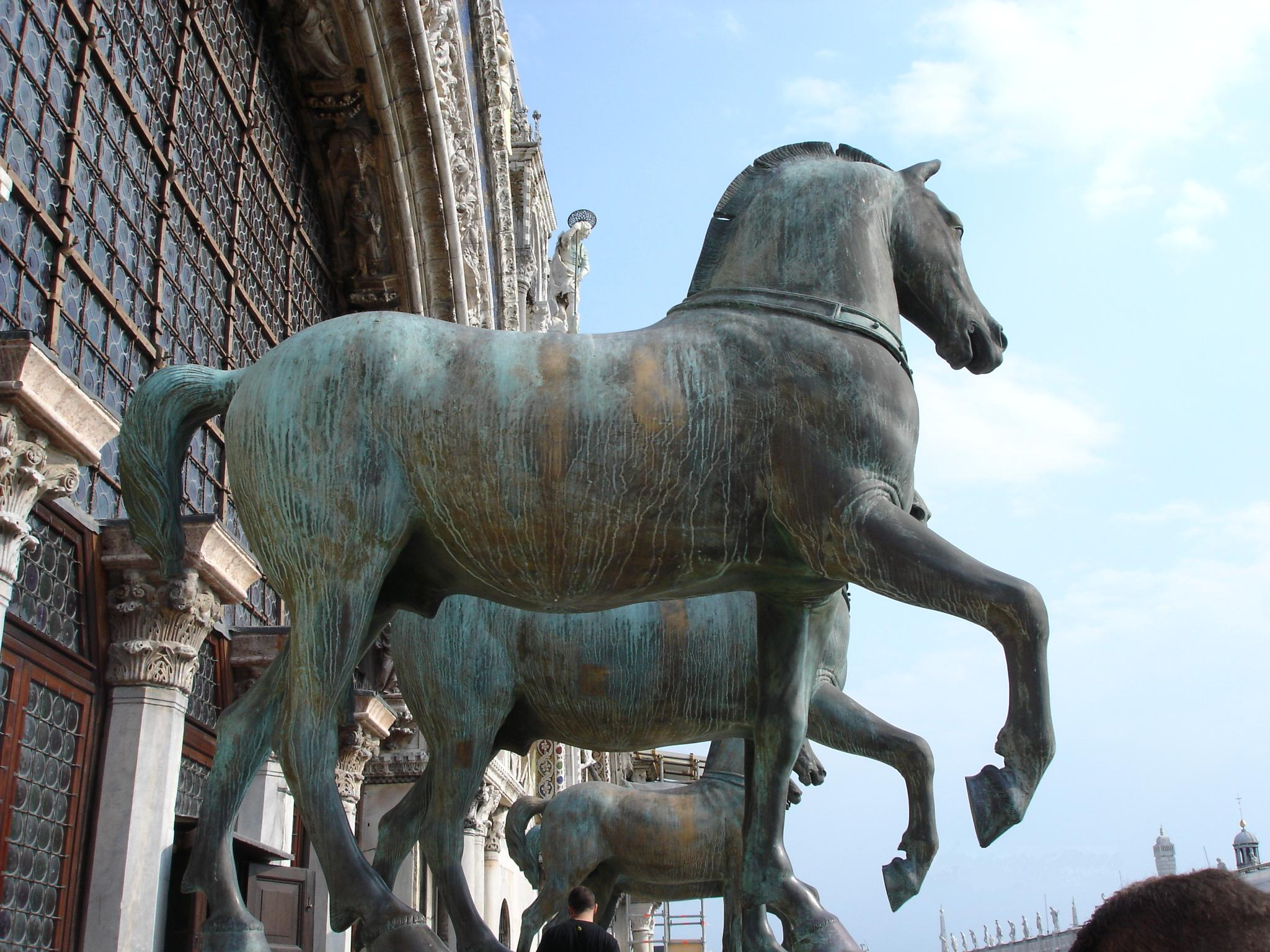
Les chevaux de bronze de la Basilique Saint-Marc, emportés à Paris par les Français, ne seront restitués à Venise qu'en 1815.

Après le coup d'État du 18 fructidor an V (4 septembre 1797), l'aile belliciste prend le pouvoir en France, faisant pression pour la reprise des hostilités contre l'Autriche. Le 29 septembre, un ordre du Directoire est envoyé à Bonaparte pour annuler les accords de Leoben et lancer un ultimatum à la monarchie des Habsbourg, afin de l'empêcher de reprendre le contrôle de la péninsule italienne. Le général, cependant, ignorant les directives de Paris et songeant déjà à l'expédition d'Égypte, poursuit les négociations de paix avec les Autrichiens. Simultanément, les villes de la terraferma acceptent de participer à une conférence à Venise, pour décider du sort commun des ex-territoires de la Sérénissime. L'union avec la République cisalpine est décidée, mais les Français, ayant d'autres plans, ne donnent pas suite au choix de la population.
La dernière rencontre entre Français et Autrichiens se tient le 16 octobre à Passariano di Codroipo, dans une propriété appartenant au Doge. Le 18 octobre 1797, le traité de Campo-Formio est signé entre la République française et l'Autriche. Conformément aux clauses secrètes de Leoben, les territoires de la république de Venise sont partagés entre la République cisalpine à l'ouest de l'Adige, et la monarchie des Habsbourg à l'est. Dix jours plus tard à Venise, le peuple se rassemble par paroisses pour choisir entre l'acceptation des décisions françaises ou la résistance : sur 23 568 électeurs, 10 843 choisissent de se résigner. Alors que la municipalité tente de résister et envoie des émissaires à Paris (ils seront arrêtés à Milan), les agents autrichiens appuyés par le patriciat déchu préparent la voie à l'Autriche. Les municipalités provisoires jacobines installées par les Français cessent d'exister.

### Le sac de Venise et la remise à l'Autriche
Le 21 novembre, lors des traditionnelles festivités della Salute, les représentants de la municipalité provisoire sont publiquement ridiculisés par le peuple et abandonnent le pouvoir. Préparant leur retrait, les occupants français se livrent au pillage le plus débridé. 
Les Français emmènent les meilleurs navires et pillent l'arsenal avant la remise de la cité aux Autrichiens, qui récupèrent en janvier 1798 dix navires de ligne, sept frégates et corvettes, et plusieurs dizaines de canonnières et de petits navires, soit environ la moitié de la flotte de 1797.
Les ordres religieux sont dispersés. Les églises, les couvents et les palais sont pillés, tout comme la Monnaie et le trésor de la basilique Saint-Marc, qui est en partie fondu pour payer les soldats français. Le Bucentaure, le prestigieux navire ducal, est découpé en morceaux et ses sculptures brûlées sur l'île de San Giorgio Maggiore pour faire fondre la feuille d'or qui les recouvrait. Les chevaux de bronze de la basilique Saint-Marc sont amenés à Paris. Certains particuliers sont emprisonnés et contraints de verser une rançon en échange de leur liberté. 
Les Noces de Cana, du Véronèse, exposées dans le réfectoire des bénédictins de San Giorgio Maggiore, est coupé en deux pour être envoyé au Louvre. Les œuvres du Tintoret, de Bellini, Tiepolo et bien d'autres n'ont jamais été restituées. Des centaines de lions ailés et de sculptures représentant la république de Venise sont détruits. Environ 30 000 œuvres d'art disparaissent dans le pillage de la ville.
La population réagit aux vexations et au saccage, et des échauffourées éclatent entre les Français et des Vénitiens agitant des drapeaux vénitiens ou autrichiens. Le 28 décembre, le pouvoir est repris par le gouvernement militaire français et par une junte policière. Le 18 janvier 1798, les troupes autrichiennes entrent dans Venise, marquant la fin de l'éphémère municipalité provisoire. Elles y resteront jusqu'en 1805 pour y revenir de 1814 à 1866.

## Suites
Le gouvernement autrichien dure sept ans. Le 18 mars 1805, le traité de Presbourg cède la province vénitienne autrichienne à la France : le 26 mai, Napoléon, récemment devenu empereur des Français, se fait couronner roi d'Italie à Milan, ceignant la couronne de fer. Venise revient ainsi sous contrôle français. Napoléon supprime les ordres religieux et commence de grands travaux dans ce qui va devenir une des capitales de son empire. Une nouvelle aile de ce qui devait être son palais royal est construite sur la place Saint Marc : l'aile napoléonienne ou Procuratie Nuove. Il fait ouvrir une nouvelle artère, la via Eugenia (renommée via Garibaldi en 1866), du nom du vice-roi d'Italie Eugène de Beauharnais, fils de l'impératrice Joséphine.
En 1808, la Dalmatie est également annexée au royaume napoléonien d'Italie, dirigée jusqu'en 1809 par un Intendant général de Dalmatie. Après le traité de Schönbrunn, elle devient partie intégrante des provinces illyriennes de l'Empire français.
La seconde domination française dure jusqu'à la chute de Napoléon. Le 20 avril 1814, Venise est rendue aux Habsbourg et, avec la chute du royaume d'Italie le même mois, la ville et toute la Vénétie reviennent à l'empire d'Autriche, qui incorpore les territoires à son royaume de Lombardie-Vénétie (1815).